# ロレート駅 (ミラノ地下鉄)
ロレート (Loreto) は、ミラノ地下鉄のLinea 1の駅のひとつで、1964年に開業、1969年にはLinea 2の停車駅となった。
駅はロレート広場に位置し、ミラノ市内にある。地下駅となっている。
市内区間にある。

## 蘊蓄
M1のロレート駅は同じ名前の広場の下にあるが、M2の駅はアルジェンティーナ広場にある。実際に初期のATMの路線図に書かれていた名前は「アルジェンティーナ」であった。